# Brecon Beacons
Brecon Beacons (wal. Bannau Brycheiniog) – masyw górski w południowej Walii (Wielka Brytania), w hrabstwie Powys (historycznie w Brecknockshire), w obrębie Parku Narodowego Brecon Beacons.
Najwyższym szczytem masywu jest Pen y Fan (886 m n.p.m.), będący najwyższym wzniesieniem na terenie południowej Walii, jak i całej południowej części Wielkiej Brytanii. Inne szczyty to Corn Du (873 m n.p.m.), Cribyn (795 m n.p.m.), Waun Rydd (769 m n.p.m.), Bwlch y Ddwyallt (754 m n.p.m.) oraz Fan y Bîg (717 m n.p.m.).
Przez masyw przebiegają liczne turystyczne szlaki piesze, w tym Beacons Way oraz Cambrian Way. Niemal cały obszar jest publicznie dostępny również poza wyznaczonymi szlakami. Obszar objęty jest ochroną w ramach Parku Narodowego Brecon Beacons od 1957 roku.
Właścicielem i zarządcą znacznej części terenu – ponad 3500 hektarów, włącznie ze szczytami Pen y Fan, Corn Du i Cribyn – jest organizacja National Trust. Zasadnicza część podarowana została organizacji w 1965 roku przez Briana Mountaina, prezesa towarzystwa ubezpieczeniowego Eagle Star Insurance. 
Angielska nazwa masywu Brecon Beacons oznacza w wolnym tłumaczeniu „latarnie koło Brecon”. Na szczytach tych rozpalano w średniowieczu ogniska, wykorzystywane do sygnalizacji (słowo beacon oznacza sygnał świetlny). Nazwa walijska, Bannau Brycheiniog, oznacza „szczyty w Brycheiniog” (nazwa dawnego królestwa walijskiego). Zarówno Brycheiniog jak i miasto Brecon wzięły swoje nazwy od Brychana, V-wiecznego walijskiego władcy.